# Mitch Lerner
Mitch Wolf Lerner ist ein US-amerikanischer Schauspieler, Filmschaffender und Synchronsprecher.

## Leben
Lerner erwarb an der Northwestern University seinen Bachelor of Science in Theaterschauspiel. Danach absolvierte er ein zweijähriges Programm am William Esper Studio in New York City und besuchte die University of California, Berkeley sowie die John Rosenfeld Studios. 2009 debütierte er den beiden Kurzfilmen Jessamine und Chemistry als Filmschauspieler, ehe er im Folgejahr in sechs Episoden der Fernsehserie Alan Hollywood die Rolle des Rick verkörperte. 2012 gab er in den vom Filmstudio The Asylum produzierten Katastrophenfilmen Super Cyclone und 40 Days and Nights jeweils sein Spielfilmdebüt. Im Folgejahr stand er im Horrorfernsehfilm Dark Night of the Walking Dead für dasselbe Filmstudio erneut vor der Kamera. Eine Nebenrolle erhielt er 2014 außerdem im Actionfilm Asian School Girls – Rache war nie süßer!. 2015 übernahm er eine von zwei Hauptrollen im Kurzfilm My Best Friend’s Death, der ab April 2015 auf mehreren Filmfestivals wie dem Riverside International Film Festival, dem Columbia Gorge International Film Festival oder dem California Independent Film Festival gezeigt wurde. Eine größere Rolle übernahm er im Fernsehfilm American Cannibal, der auch über den Videoverleih veröffentlicht wurde. 2019 war er im Computerspiel Red Dead Online als Synchronsprecher zu hören.

## Filmografie (Auswahl)

### Schauspiel
- 2009: Jessamine (Kurzfilm)
- 2009: Chemistry (Kurzfilm)
- 2010: Alan Hollywood (Fernsehserie, 6 Episoden)
- 2010: Don’t Be Afraid (Kurzfilm)
- 2010: F*** Obama (Kurzfilm)
- 2011: Women & Men & Women (Kurzfilm)
- 2012: Super Cyclone
- 2012: 40 Days and Nights
- 2013: Dark Night of the Walking Dead (Zombie Night, Fernsehfilm)
- 2013: The Zombie Solution (Kurzfilm)
- 2013: Supreme Justice with Judge Karen (Fernsehserie, Episode 1x79)
- 2013: The Process (Kurzfilm)
- 2014: Asian School Girls – Rache war nie süßer! (Asian School Girls)
- 2014: RoboSHOT (Miniserie, 3 Episoden)
- 2014: Weightless (Kurzfilm)
- 2014: Alien Romance (Kurzfilm)
- 2014: Coffee Shop Girl (Kurzfilm)
- 2015: My Best Friend’s Death (Kurzfilm)
- 2015: Jimmy & The Blitz (Fernsehserie, 2 Episoden)
- 2015: Refuge (Kurzfilm)
- 2015: Yummy Tummy Pals! (Kurzfilm)
- 2015: Spooky Snacks (Fernsehserie, 2 Episoden)
- 2015: The Port of San Pedro (Fernsehserie)
- 2016: Part Timers (Fernsehserie, Episode 1x09)
- 2016: June Falling Down
- 2016: Baked Goodes (Fernsehserie, Episode 1x13)
- 2016: Method Acting (Fernsehfilm)
- 2016: Twinkle Twinkle Little Star (Kurzfilm)
- 2017: The Chronicles of Spooner and Moustafa (Miniserie, 3 Episoden)
- 2018: American Cannibal (Fernsehfilm)
- 2019: 161 Feet Under (Fernsehserie, Episode 1x08)

### Filmschaffender
- 2009: Chemistry (Kurzfilm; Drehbuch)
- 2011: Girls’ Night Out (Kurzfilm; Produktion)
- 2011: Women & Men & Women (Kurzfilm; Produktion)
- 2012: I Want to Be David Cross' Personal Assistant (Kurzfilm; Produktion)
- 2014: Coffee Shop Girl (Kurzfilm; Drehbuch, Produktion)
- 2016: Method Acting (Fernsehfilm; Drehbuch)
- 2016: Miss Suzy Norman (Kurzfilm; Produktion)

## Synchronisationen (Auswahl)
- 2019: Red Dead Online (Computerspiel)

## Theater (Auswahl)
- Sympathetic Magic, Regie: Bruce McCarty, Theatre Row
- Stiff, Regie: Andy Baldwin, TBG Mainstage
- Three Sisters, Regie: Daniel Cantor, Ragdale
- Self-Injurious Behavior, Regie: Marianne Galloway, Theatre 68
- Raise Me Up, Regie: Chris DeCarlo, Santa Monica PH
- Relatively Close, Regie: Dennis Zacek, Victory Gardens
- How to Deal, Regie: Jim Rodman, El Centro
- Side Man, Regie: Jerry Whiddon, Round House
- The Two Blakes, Regie: Briggs Hatton, Wild Onion
- Six Shooter, Regie: Dan Bruhl, Wild Onion
- Red Light Winter, Regie: Michael Kessler, Ambrosia
- How I Learned to Drive, Regie: Joel Sinensky, Sit and Spin